# Think About It (Melanie C)
Think About It è un singolo della cantante pop rock britannica Melanie C, pubblicato il 4 settembre 2011.
È il secondo singolo estratto da The Sea, in Germania, Svizzera e Austria, mentre è il primo singolo per il resto del mondo.
Il brano dalle sonorità pop-rock, con influenze di electro-pop è stato scritto da Melanie C con la collaborazione di Adam Argyle, Daniel Davidsen, Jason Gill, Mich "Cutfather" Mansen e prodotto da Andy Chatterley.
Il video musicale di Think About It è stato pubblicato il 15 luglio 2011 sul sito ufficiale della cantante.
Il singolo contiene la b-side Cruel Intentions.

## Tracce
1. Think About It
2. Cruel Intentions
3. Rock Me (Radio Edit)
4. Rock Me (Steve More Radio Edit)

## Classifiche
| Paese                  | Posizione raggiunta |
| ---------------------- | ------------------- |
| Official Singles Chart | 95                  |
| Germania Singles Chart | 45                  |
| Svizzera Albums Chart  | 30                  |
| Austria Singles Chart  | 34                  |